# Diecéze abzirská
Diecéze Abziri je titulární diecéze římskokatolické církve, založená roku 1933 a pojmenovaná podle starověkého města Abziri v dnešním Tunisku. Toto město se nacházelo v římské provincii Africa Proconsularis. Diecéze byla sufragannou arcidiecéze Cartagine.

## Titulární biskupové
| hodnost          | jméno                     | úřad                                          | od                | do               |
| ---------------- | ------------------------- | --------------------------------------------- | ----------------- | ---------------- |
| titulární biskup | Emilio Abascal y Salmerón | pomocný biskup Puebla de los Angeles (Mexiko) | 25. července 1953 | 18. dubna 1968   |
| titulární biskup | Joseph Obert, P.I.M.E.    | emeritní biskup Dinajpuru (Bangladéš)         | 5. září 1968      | 6. března 1972   |
| titulární biskup | Vinzenz Guggenberger      | pomocný biskup Regensburgu (Německo)          | 17. května 1972   | 4. července 2012 |
| titulární biskup | Kęstutis Kėvalas          | pomocný biskup Kaunas (Litva)                 | 27. září 2012     | 20. dubna 2017   |
| titulární biskup | Hansjörg Hofer            | pomocný biskup Salcburku (Rakousko)           | 31. května 2017   | současnost       |